# 瓊英
瓊英（けいえい）は、中国の小説で四大奇書の一つである『水滸伝』の登場人物。本名は「仇瓊英（きゅう けいえい）」。
第97回から110回まで登場する、田虎配下の女性武将。花の如きと形容される16歳の美少女で、武芸に精通し、とりわけ石礫の名手であることから、あだ名は瓊矢鏃（けいしぞく）。汾陽府介休県の出身で、国舅・鄔梨の養女。

## 生涯
汾陽府介休県の資産家・仇申と後妻の宋氏の娘として生まれる。瓊英が10歳になった時、母方の祖父・宋有烈が死去し、父・仇申は番頭の葉清夫妻に瓊英を預け、妻と共に舅の弔いに出かけたが、その途上で盗賊であった頃の田虎の襲撃を受け、仇申は殺害され、母の宋氏も賊の手に捕らえられ、田虎の妻になるのを拒み自害する。
1年後、田虎が本格的に反乱を起こし威勝を占領すると、田虎の命を受けて略奪を行い介休県まで攻め入ってきた鄔梨によって、葉清夫妻とともにさらわれてしまう。瓊英の秀麗な容姿に目を付けた鄔梨は自らの養女とし、葉清も瓊英の身の安全を守るため鄔梨に従う道を選び、田虎によって総管に任じられた。その後、田虎の元で馬丁をしていた人物から、葉清夫妻を通じて両親を殺害した賊の正体が田虎であることを知ると、田虎に従いながらも密かに復讐を誓うことになる。
これ以降、夜ごと夢の中に神人が姿を現すようになり、武術を伝授され、中でも神人が連れて来た張清から伝授された石礫は百発百中の腕前にまでになった。やがて瓊英はその鍛えた武芸の腕前の程を鄔梨夫妻に披露する。その卓越した腕前はすぐに評判となり、瓊矢鏃と呼び習わされるようになった。またこの頃、鄔梨は瓊英に相応しい婿探しを始めようとするが、瓊英自身に自分と同等に礫を扱える人物でなければ結婚を承諾しないとの難題を告げられ、諦めさせられている。
やがて、田虎が五州五十六県を占拠し、国号を「晋」とする草頭王朝を建て独立を宣言すると、宋の朝廷も遼討伐から戻ってきた梁山泊軍を討伐軍として派遣する。梁山泊軍の前に、田虎側の城は次々に陥落していくが、宋朝と田虎の争いを利用し、漁夫の利を得て自ら王侯の座を得ようと企む鄔梨が田虎に奏上し、自ら宋軍の迎撃を願い出ると、田虎によって郡主に封じられた瓊英は鄔梨の指揮下で平南先鋒将として襄垣へと出陣、王英、扈三娘、孫新、林冲、李逵、解珍らを次々に倒す。
しかし、この時の戦いで主将の鄔梨が毒矢に当たり負傷する。葉清はこれを田虎に復讐を遂げる好機とみて一計を案じ、宋江に通じて治療の名目で、襄垣城の鄔梨の元に安道全扮する医者の全霊を招いた。その際に瓊英は、全霊の弟・全羽に扮し付き添ってきた張清と出会い、夢の中で出会って以来互いに惹かれあっていた2人は、鄔梨の許可を得て夫婦となると、婚儀の2日後に示し合わせて鄔梨を毒殺、襄垣城を支配下に置くと、その事実を口外しないよう城兵に徹底した緘口令を敷いた。
その後、張清は葉清と共に田虎を襄垣に誘い出して、それを捕縛する。さらに田虎の本拠地である威勝も、田虎の偽者を仕立てて攻め込んだ瓊英の手によって陥落する。田虎の弟・田豹、田彪は捕らえられ、田虎の嫡男・田定は自殺したが、田定の屍骸が運ばれてくると瓊英は、その首を掻き切ると死体をズタズタに切り裂いて恨みを雪ぐ。かくして両親の復讐を遂げた瓊英は、東京へ凱旋する梁山泊軍に従い田虎兄弟を護送していくが、この時朝廷からはその貞節を讃えられ、貞孝宜人に封じられることとなる。田虎と弟たちが凌遅刑を宣告されると、両親の肖像を刑場に掲げ、田虎の刑が執行されるとその血を両親の霊へと手向けた。
田虎の乱が平定されると、梁山泊軍は更に淮西地方で反乱を指導している王慶の討伐を朝廷より命じられ、引き続いて瓊英もこれに従軍する。ここでも瓊英は、張清と並んで王慶の后・段三娘を捕らえるなどの手柄を挙げたが、続く方臘討伐では妊娠中で病臥していたこともあり従軍できず、この戦いで陣没する張清とはここで今生の別れを迎えることとなった。独松関で方臘軍の厲天閏に夫が殺されたと聞くと深く嘆き悲しみ、葉清夫妻と共に独松関まで出向くと、張清の棺を彼の故郷である彰徳府に守って行き、本葬した。寡婦となった瓊英は、張清の遺児・張節を武人として育て上げ、金国との戦いで兀朮四太子を破るなど目覚しい手柄を挙げて官爵を授けられた息子に孝養を尽くされ、天寿を全うした。